# Wout Weghorst
Wout Weghorst (Overijssel, 1992. augusztus 7. –) holland válogatott labdarúgó, a holland Ajax játékosa.

## Pályafutása

### Korai évek
Az overijsseli Borneban született. A helyi RKSV NEO és a DETO Twenterand klubokban kezdte pályafutását, mielőtt felkeltette volna az Eredivisie csapatának, a Willem II-nek az érdeklődését. Annak ellenére, hogy lehetősége volt arra, hogy bekerüljön az első csapatba, soha nem tudott kitörni, ezért az Eerste Divisieben szereplő FC Emmenhez szerződött. 2012. augusztus 10-én debütált a Dordrecht elleni mérkőzésen, amely 1–1-el végződött. Egy hónappal később, a Veendam elleni rangadón szerezte első gólját a profi labdarúgásban, amely 2–1-es Emmen-győzelemmel végződött. Debütáló szezonjában 28 mérkőzésen lépett pályára, és 8 gólt szerzett. A csapatnál töltött időszak után ingyen távozott, és szerződést kötött az Eredivisieben szereplő Heracles Almelóval.
Augusztus 9-én debütált az első osztályban új együttese színeiben, az AZ elleni 0–3-as hazai vereség alkalmával a Polman Stadionban. Almelóban eltöltött két éve alatt rendszeres kezdő volt. Az első szezonban a klub a kiesés ellen küzdött, de a második szezonja már sikeresebb volt: a Heracles a hatodik helyen végzett, és az ezt követő rájátszáson keresztül a klub kvalifikálta magát az Európa-liga selejtezőkörébe - ez volt az első alkalom a Heracles Almelo történetében, hogy a klub kvalifikálta magát egy nemzetközi eseményre.

### AZ
A Heraclesnél töltött sikeres szezon után 2016 júliusában négyéves szerződést írt alá az AZ-nál, egy plusz egy évre szóló opcióval. 2016. november 24-én megszerezte első európai gólját, amely győztes gólnak bizonyult az ír Dundalk ellen 1–0-ra megnyert Európa Liga-csoportmérkőzésen.
A szezonban Ron Vlaar után második számú csapatkapitánnyá nevezték ki. Jó formában kezdte a 2017–18-as szezont, amit a szezon első 13 mérkőzésén szerzett 7 gólja is mutatott. 2018 márciusában megkapta első meghívóját Ronald Koemantól a holland válogatottba.
A szezont a bajnokság harmadik legjobb góllövőjeként zárta 18 góllal Steven Berghuisszal  holtversenyben, a góllövőlista élén álló Alirezá Dzsahánbahs (21 góll) és a második Bjørn Johnsen (19 gól) mögött. Weghorst 6 asszisztot is jegyzett.

### VfL Wolfsburg
2018. június 26-án négyéves szerződést írt alá a Bundesligában szereplő VfL Wolfsburggal. 2019. március 16-án a Fortuna Düsseldorf elleni 5-2-es bajnoki győzelem során három alkalommal is betalált az ellenfél kapujába új klubja színeiben, 2017 áprilisa után ő volt az első, aki elérte a mesterhármast a Farkasoknál (akkor Mario Gómez jegyzett három találatot egy találkozó alatt). Végül 17 góllal zárta első németországi szezonját, amivel a Bundesliga góllövőlistájának harmadik helyén végzett a 2018-19-es szezonban.
A 2019-20-as szezonban újabb meggyőző góltermést produkált: 16-szor talált be a bajnokságban, miközben a Wolfsburg a 6. helyen végzett.
Kétszer is betalált a 2020-21-es Európa Liga selejtezőjében, de a Wolfsburg végül nem jutott tovább a csoportkörbe, mivel a rájátszásban kikapott a görög AEK Athéntól.

### Burnley
2022. január 31-én három és fél évre szerződött az angol Burnley csapatához. Február 5-én mutatkozott be a csapatban, 90 percet játszva a Watford ellen. Első gólpasszát a Manchester United ellen szerezte meg három nappal később, mikor Jay Rodriguez gólját asszisztálta. Február 19-én szerezte első gólját a Brighton & Hove Albion elleni 3–0-ás győzelem során, amivel a csapat véget vetett tizenegy mérkőzésig tartó nyeretlen sorozatának. Április 17-én szerezte második gólját a csapatban, a West Ham United ellen.
2022. július 5-én kölcsönben a török Beşiktaş játékosa lett, a 2022–2023-as szezon végéig. Augusztus 6-án játszotta első mérkőzését a Kayserispor ellen, míg első gólját augusztus 21-én szerezte a Fatih Karagümrük ellen. A szezon első felében 18 mérkőzésen 9 gólja volt.

#### Kölcsönben a Manchester Unitedben
2023. január 13-án a Manchester United hivatalosan bejelentette, hogy leszerződtették Weghorstot a szezon hátralévő részére. 2023 januárjában a Burnley visszahívta törökországi kölcsönéből a játékost, mielőtt a United csapatába szerződött volna. A manchesteri csapat 3 millió eurót fizetett a Burnley-nek és a Beşiktaş-nak, amiből a török csapat 2,825 milliót kapott.
A Crystal Palace ellen mutatkozott be a bajnokságban, míg első gólját a Nottingham Forest elleni ligakupa-elődöntőben szerezte meg. Játszott a torna döntőjében is, ahol ő adta a gólpasszt Marcus Rashford találatához, amivel a United bebiztosította győzelmét. Ez volt Weghorst pályafutásának első trófeája. Második gólját a Real Betis ellen szerezte az Európa-liga nyolcaddöntőjében. Ez volt első találata az Old Traffordon mióta Angliába érkezett. A 2022–2023-as szezont egyetlen bajnoki gól nélkül zárta a bajnokságban.

#### Kölcsönben a Hoffenheimnél
2023. augusztus 9-én a Hoffenheim vette kölcsön a 2023-2024-es szezon végéig.

### Ajax
2024. augusztus 29-én kétéves szerződést kötött a holland Ajax csapatával.

### A válogatottban
2014. október 14-én debütált a holland U21-es válogatottban, és a portugál U21-es csapat elleni 5-4-es vereség alkalmával gólt is szerzett.
Első alkalommal 2018 márciusában hívta meg Ronald Koeman a holland felnőtt válogatottba. 2018. március 23-án az Amszterdam Arénában egy Anglia elleni barátságos mérkőzésen debütált.

## Statisztikái

### Klub
2023. június 3-i adatok alapján.
| Csapat                            | Szezon                     | Bajnokság                  | Bajnokság | Bajnokság | Kupa | Kupa  | Ligakupa | Ligakupa | Nemzetközi | Nemzetközi | Egyéb | Egyéb | Összesen | Összesen |
| Csapat                            | Szezon                     | Osztály                    | P.        | Gólok     | P.   | Gólok | P.       | Gólok    | P.         | Gólok      | P.    | Gólok | P.       | Gólok    |
| --------------------------------- | -------------------------- | -------------------------- | --------- | --------- | ---- | ----- | -------- | -------- | ---------- | ---------- | ----- | ----- | -------- | -------- |
| FC Emmen                          | 2012–2013                  | Eerste Divisie             | 28        | 8         | 2    | 0     | —        | —        | —          | —          | —     | —     | 30       | 8        |
| FC Emmen                          | 2013–2014                  | Eerste Divisie             | 34        | 12        | 2    | 1     | —        | —        | —          | —          | —     | —     | 36       | 13       |
| FC Emmen                          | Összesen                   | Összesen                   | 62        | 20        | 4    | 1     | —        | —        | —          | —          | —     | —     | 66       | 21       |
| Heracles Almelo                   | 2014–2015                  | Eredivisie                 | 31        | 8         | 3    | 1     | —        | —        | —          | —          | —     | —     | 34       | 9        |
| Heracles Almelo                   | 2015–2016                  | Eredivisie                 | 33        | 12        | 2    | 1     | —        | —        | —          | —          | 4     | 2     | 39       | 15       |
| Heracles Almelo                   | Összesen                   | Összesen                   | 64        | 20        | 5    | 2     | —        | —        | —          | —          | 4     | 2     | 73       | 24       |
| AZ                                | 2016–2017                  | Eredivisie                 | 29        | 13        | 4    | 0     | —        | —        | 12         | 1          | 4     | 4     | 49       | 18       |
| AZ                                | 2017–2018                  | Eredivisie                 | 31        | 18        | 6    | 9     | —        | —        | —          | —          | 0     | 0     | 37       | 27       |
| AZ                                | Összesen                   | Összesen                   | 60        | 31        | 10   | 9     | —        | —        | 12         | 1          | 4     | 4     | 86       | 45       |
| VfL Wolfsburg                     | 2018–2019                  | Bundesliga                 | 34        | 17        | 2    | 1     | —        | —        | —          | —          | —     | —     | 36       | 18       |
| VfL Wolfsburg                     | 2019–2020                  | Bundesliga                 | 32        | 16        | 2    | 2     | —        | —        | 9          | 2          | —     | —     | 43       | 20       |
| VfL Wolfsburg                     | 2020–2021                  | Bundesliga                 | 34        | 20        | 4    | 3     | —        | —        | 3          | 2          | —     | —     | 41       | 25       |
| VfL Wolfsburg                     | 2021–2022                  | Bundesliga                 | 18        | 6         | 1    | 1     | —        | —        | 5          | 0          | —     | —     | 24       | 7        |
| VfL Wolfsburg                     | Összesen                   | Összesen                   | 118       | 59        | 9    | 7     | —        | —        | 17         | 4          | —     | —     | 144      | 70       |
| Burnley FC                        | 2021–2022                  | Premier League             | 20        | 2         | —    | —     | 0        | 0        | —          | —          | —     | —     | 20       | 2        |
| Burnley FC                        | Összesen                   | Összesen                   | 20        | 2         | —    | —     | 0        | 0        | —          | —          | —     | —     | 20       | 2        |
| Beşiktaş JK (kölcsönben)          | 2022–2023                  | Süper Lig                  | 16        | 8         | 2    | 1     | —        | —        | —          | —          | —     | —     | 18       | 9        |
| Manchester United FC (kölcsönben) | 2022–2023                  | Premier League             | 17        | 0         | 5    | 0     | 3        | 1        | 6          | 1          | —     | —     | 31       | 2        |
| Pályafutása során összesen        | Pályafutása során összesen | Pályafutása során összesen | 357       | 140       | 35   | 20    | 3        | 1        | 35         | 6          | 8     | 6     | 438      | 173      |

1. 1 2 3 4  Pályára lépések az Európa-ligában
2. ↑  Pályára lépések az UEFA-bajnokok ligájában

### Válogatott
2023. szeptember 10-i adatok alapján.
| Válogatott | Év       | Mérkőzés | Gólok |
| ---------- | -------- | -------- | ----- |
| Hollandia  | 2018     | 3        | 0     |
| Hollandia  | 2019     | 1        | 0     |
| Hollandia  | 2020     | 0        | 0     |
| Hollandia  | 2021     | 8        | 2     |
| Hollandia  | 2022     | 7        | 3     |
| Hollandia  | 2023     | 6        | 2     |
| Összesen   | Összesen | 25       | 7     |

### Góljai a válogatottban
2022. december 9-i adatok alapján.
| # | Dátum             | Helyszín                                   | Mérk. | Ellenfél  | Találat | Végeredmény  | Kiírás                              |
| - | ----------------- | ------------------------------------------ | ----- | --------- | ------- | ------------ | ----------------------------------- |
| 1 | 2021. június 6.   | De Grolsch Veste, Enschede, Hollandia      | 6     | Grúzia    | 2–0     | 3–0          | Barátságos mérkőzés                 |
| 2 | 2021. június 13.  | Johan Cruijff Arena, Amszterdam, Hollandia | 7     | Ukrajna   | 2–0     | 3–2          | 2020-as Európa-bajnokság            |
| 3 | 2022. június 8.   | Cardiff City Stadion, Cardiff, Wales       | 13    | Wales     | 2–1     | 2–1          | 2022–23-as Nemzetek Ligája (A liga) |
| 4 | 2022. december 9. | Loszaíli Nemzeti Stadion, Loszaíl, Katar   | 18    | Argentína | 1–2     | 2–2 (3–4 t.) | 2022-es labdarúgó-világbajnokság    |
| 5 | 2022. december 9. | Loszaíli Nemzeti Stadion, Loszaíl, Katar   | 18    | Argentína | 2–2     | 2–2 (3–4 t.) | 2022-es labdarúgó-világbajnokság    |

## Sikerek, díjak
Manchester United
- Angol ligakupa: 2022–2023

## Fordítás
Ez a szócikk részben vagy egészben  a   Wout Weghorst című angol Wikipédia-szócikk ezen változatának fordításán alapul.  Az eredeti cikk szerkesztőit annak laptörténete sorolja fel. Ez a jelzés csupán a megfogalmazás eredetét és a szerzői jogokat jelzi, nem szolgál a cikkben szereplő információk forrásmegjelöléseként.

## Külső hivatkozások
- Adatlapja a Transfermarkt weboldalán.
- Adatlapja az OnsOranje weboldalán.